# Dragon Age: Origins – Awakening
Dragon Age: Origins – Awakening là bản mở rộng của tựa game nhập vai Dragon Age: Origins. Awakening bổ sung thêm phần chiến dịch mới diễn ra từ sau khi kết thúc sự kiện chính trong Dragon Age: Origins. Trò chơi thêm vào các chức nghiệp chuyên môn hóa và kỹ năng mới dành cho người chơi được tùy chọn phát triển nhân vật của mình. Awakening được phát hành cho Microsoft Windows, OS X, PlayStation 3 và Xbox 360 vào ngày 16 tháng 3 năm 2010 ở Bắc Mỹ, 18 tháng 3 ở châu Âu, và 19 tháng 3 tại Anh. Phiên bản Mac được phát hành vào ngày 31 tháng 8 năm 2010.

## Lối chơi
Bản mở rộng Awakening mở ra một phần chơi mới cho Dragon Age: Origins, tiếp ngay sau quá trình diệt trừ thủ lĩnh quái vật Archdemon. Trong phần này, người chơi đóng vai trò Warden Commander đến từ miền Orlais và tiến hành thu nhận các thành viên đồng hành mới – trừ Oghren. Người chơi có thể khởi tạo một nhân vật mới hoàn toàn bắt đầu ở cấp độ 18, hoặc sử dụng tiếp nhân vật đã có trong bản gốc thông qua tính năng Import. Sự khởi đầu này rất quan trọng vì nó ảnh hưởng đến quá trình chơi Awakening. Nếu người chơi chọn nhân vật từ phần chơi trước qua đây, câu chuyện trong Awakening vẫn tiếp tục từ phân đoạn được quyết định bởi người chơi trong Origins và nhân vật sẽ giữ lại các thuộc tính, kỹ năng, phép thuật cũng như một số trang bị nhất định. Bản mở rộng nối tiếp câu chuyện này, bao gồm 5 thành viên mới tuyển mộ và Oghren từ bản gốc, những phép thuật và kỹ năng mới, nâng thêm mức level, chủng loại quân thù mới như Inferno Golem và Queen of the Blackmarsh, cùng các loại vật phẩm mới. Tuy không còn những câu chuyện tình cảm lãng mạn như trước đây nữa.
Bản mở rộng này đã cung cấp tính năng khởi tạo lại các chỉ số của nhân vật (nhờ sử dụng vật phẩm "Manual of focus"), bổ sung khả năng mở rộng cho các bộ giáp trụ mới (áo giáp khảm đá), mở thêm các đường chuyên môn (Specialization) cho các chức nghiệp. Từ cấp độ 20, các nhân vật bắt đầu có thêm kỹ năng (Skills) và năng lực (Talents) mới. Quan trọng hơn hẳn là các đòn đánh lan và những trạng thái duy trì (Sustained), góp phần giúp nhân vật mở rộng khả năng, đồng thời nâng tầm quan trọng của các chức nghiệp Warrior (chiến binh) và Rouge (thích khách) lên ngang với Mage (pháp sư). Ví dụ, Warrior có tuyệt chiêu Massacre đánh lan có tác động đến nhiều địch thủ xung quanh, có năng lực Second Wind dùng để hồi phục cấp kỳ thể lực. Tuy vậy, kỹ thuật dứt điểm nhanh (làm shattering) bọn lâu la màu trắng vẫn giữ vai trò khá quan trọng nếu người chơi muốn tập trung sát thương vào các con trùm chính. Các hành động chung của nhóm đồng hành, giao diện game vẫn được giữ nguyên. Với sự mở rộng về kỹ năng, người chơi cần kéo thanh phím tắt dài ra để hiển thị những kỹ năng cần thiết, nhưng ở những vị trí mở rộng đó lại phải chọn kỹ năng khi thi triển chứ không nhấn phím tắt được.

## Cốt truyện
Lấy bối cảnh sáu tháng sau các sự kiện trong Dragon Age: Origins tại vùng đất Amaranthine, Dragon Age: Origins - Awakening đưa người chơi vào vai một Grey Warden đang cố gắng xây dựng lại tổ chức đồng thời giải quyết các vấn đề chính trị như kiểu Arl of Amaranthine.
Trong vai Warden Commander, người chơi đi tới Vigil's Keep để nhận nhiệm vụ của Grey Wardens ở đó. Thế nhưng, pháo đài này đang bị lũ Darkspawn vây đánh, và một điều gì đó không bình thường được nhận ra vì một cuộc tấn công có tổ chức sẽ do một nhà lãnh đạo thông minh dẫn dắt, chuyện không thể tưởng tượng được nếu không có Archdemon. Người chơi có thể đánh đuổi quân thù là nhờ vào sự trợ giúp của Mhairi, một nữ chiến binh tài năng và là Grey Warden tiềm tàng, và hai nhân vật khác: Anders, một pháp sư đào ngũ tìm kiếm nơi nương náu khỏi khu vực Tower of Magi, và Oghren, một kiếm khách thuộc tộc người lùn Dwarven đang trên đường trở về từ Dragon Age: Origins. Một gã tân binh Darkspawn là Disciple, bị phát hiện đang nắm quyền lãnh đạo đại quân địch và bị đánh bại. Sau khi giữ vững cứ điểm Vigil's Keep, người chơi liền sắp xếp một chuyến phiêu lưu nhằm kiếm lương thực chi viện cho Grey Wardens và lớp tân binh mới gia nhập vào hàng ngũ của tổ chức trong khi lần cho ra các manh mối hòng giải quyết những bí ẩn về trí tuệ của Darkspawn. Mhairi, Anders và Oghren đều trải qua sự kiện gia nhập (Joining) - Mhairi chết trong khi hai người kia sống sót.
Xuên suốt game, người chơi đi đến nhiều địa điểm và tuyển mộ các thành viên đồng hành mới, những người có thể trải qua lễ nghi gia nhập để chính thức trở thành Grey Wardens. Các thành viên này là: Nathaniel Howe, một sát thủ và là con trai của Arl Rendon Howe từ bản Origins; Velanna, một pháp sư Dalish Mage bị gia tộc lưu đày đi xa; Sigrun, một người lùn dwarf và là thành viên của binh đoàn Legion of the Dead; và Justice, một linh hồn bị mắc kẹt trong thân thể của một Grey Warden đã chết, suốt cuộc hành trình này, người chơi được gặp "Architect", một nhân vật darkspawn lạ thường có ý định không rõ ràng cho đến khi kết thúc game, và khám phá ra "Mother", kiểu như dạng broodmother có tri giác, một giống loài darkspawn có khả năng sinh sôi nảy nở hàng ngàn darkspawn khác.
Sau khi tuyển mộ tất cả các thành viên trong nhóm, người chơi sẽ biết được về một cuộc chiến tranh sắp tới, khi đại quân Darkspawn tiến về phía thành phố Amaranthine. Người chơi mau chóng đặt chân đến thành phố với một nhóm nhỏ đồng minh, nhưng sớm nhận ra một cánh quân Darkspawn khác đang hướng tới Vigil's Keep. Tùy thuộc vào quyết định của mình, người chơi có thể ra lệnh thiêu hủy Amaranthine sau khi nhận thấy rằng đã quá muộn để giải cứu nơi này, khiến tất cả lũ Darkspawn và thường dân bên trong thành phố chết hết, và quay trở lại Keep, hoặc tình nguyện ở lại Amaranthine và chiến đấu với bọn Darkspawn đến cùng, do đó nhằm buộc Vigil's Keep phải tự mình đứng lên chống cự lại cuộc tấn công dữ dội của Darkspawn.
Bất kể lựa chọn nào đi nữa, người chơi sẽ giúp đỡ trong việc phá hủy quân địch và đi tới Drake's Fall, mà "Mother" được cho là đang trú ngụ ở đấy. Người chơi tình cờ gặp lại "Architect" một lần nữa, và biết được ý định phóng thích Darkspawn khỏi xung lực để bắt đầu Blight và hủy diệt "Mother" bị hỏng. Người chơi có thể liên minh với "Architect" hoặc hạ sát anh ta. Rồi cả nhóm tiếp tục truy lùng "Mother", nơi mà nhân vật chính biết được về sự liên đới giữa "Architect" và "Mother" và phát hiện ra rằng chính "Architect" từng là kẻ đã đánh thức loài quỷ dữ dưới dạng rồng Archdemon từ phần game chính sau một cuộc thử nghiệm không thành công. Cuối cùng, người chơi hợp sức giết chết con trùm cuối "Mother."
Sau khi Mother bị đánh bại, ngay lập tức xuất hiện một bản liệt kê chi tiết kết quả từ các lựa chọn của người chơi, bao gồm tình trạng của Vigil's Keep và Amaranthine, số phận của mỗi đồng đội, và số phận cuối cùng của Warden Commander.

## Đón nhận
Dragon Age: Origins – Awakening hầu hết đều nhận được những lời đánh giá tích cực. Game được chấm tới 8.0/10 điểm từ GameSpot, khen ngợi phần chiến đấu và nhiệm vụ nhưng lên tiếng chỉ trích vì "phần cốt truyện đáng thất vọng" và các nhân vật hơi mờ nhạt. IGN đã chấm cho bản mở rộng số điểm 8.5/10 nói rằng game có "một câu chuyện đậm chất sử thi đã đem lại sự ngạc nhiên và rất nhiều xung lực, nhưng thật đáng tiếc là nó lại không sao bằng được bản đầu tiên."